# Affaire Janet Marshall
L'affaire Janet Marshall, également nommé affaire Robert Avril, après que l'auteur de ce crime a été condamné, est une affaire criminelle française dans laquelle Janet Marshall, institutrice britannique de 29 ans, a été tuée, le 28 août 1955, à la Chaussée-Tirancourt, par Robert Avril. Il a aussi été arrêté plusieurs fois pour des agressions et des viols sur des jeunes femmes.

## Biographie
Janet Marshall est née le 7 septembre 1925. Elle est britannique. Elle est institutrice pour enfants handicapés à Nottingham. Elle a un frère. Elle est célibataire et n'a pas d'enfant. Elle est brune.

## Les faits et l'enquête
Le 28 août 1955, dans la Somme, le corps de Janet Marshall à moitié dévêtu est trouvé dans un fourré à la limite des communes de La Chaussée-Tirancourt et Belloy-sur-Somme, au lieu-dit « le chemin des Bruas ». Elle parcourait la France à bicyclette pendant ses vacances d'été. À peine trois ans après l'affaire Dominici, ce nouvel assassinat d'une touriste britannique fait les gros titres de la presse en France et au Royaume-Uni. Les battues ne donnent rien. L'affaire étant hypersensible, l'enquête est confiée à trois commissaires : le commissaire divisionnaire Chabot, son adjoint, le commissaire principal Grassien, et le commissaire Léon Castellan de la police judiciaire de Lille. L'enquête piétine et les médias britanniques moquent l'inefficacité de la police française.
Le commissaire Chabot met sur le coup le jeune inspecteur Henri Van Assche (1920-2018), celui que la presse finira par baptiser le « Maigret du Nord ». L'enquête est difficile, les témoignages contradictoires. Van Assche a l'idée de faire réaliser un portrait-robot élaboré à partir de témoignages au sujet d'un inconnu à l'air patibulaire aperçu à plusieurs reprises en train d'écumer les environs sur sa bicyclette. Au bout de quelques mois, Van Assche et ses collègues établissent le lien entre le meurtre de Janet Marshall et un vélomoteur volé retrouvé près du lieu du crime. Quelque temps plus tard, après un accident en région parisienne, un homme prend la fuite en abandonnant un autre vélomoteur volé. Il a la  main gauche mutilée (trois doigts en moins), détail donné par plusieurs témoins. Il s'agit de Robert Avril, un vagabond de 43 ans, précédemment condamné pour viol et sorti de prison au mois de juillet précédent. Dans son dossier criminel, la photo anthropométrique ressemble au portrait-robot. Arrêté le 7 janvier 1956, il passe aux aveux au quatrième jour d'interrogatoire, racontant qu'il a étranglé l'institutrice qui refusait ses avances.

## Procès et condamnation
Le 7 mai 1958, il est condamné par la cour d'assises de la Somme aux travaux forcés à perpétuité. En juillet 1968, il bénéficie d'une grâce présidentielle qui fait réduire sa peine à 20 ans de réclusion criminelle. Par le jeu des remises de peine automatiques, il est libéré en juin 1971 après 15 ans de détention. En 1994, il est fauché sur sa mobylette par une automobiliste sur la route nationale 10 à Trappes. Il meurt trois jours plus tard, le 5 octobre 1994, à l'âge de 81 ans. Il était palefrenier au Chesnay (Yvelines). Robert Avril est enterré dans le hameau de Mérangle, à Germainville (Eure-et-Loir).

## Postérité
L'affaire est restée célèbre pour avoir donné lieu à l'une des toutes premières diffusions d'un portrait-robot en France grâce à Henri Van Assche qui fait appel au chef de la 2e brigade mobile de Lille, Émilien Paris. Ce dernier a déjà tenté cette technique lorsqu'il était en poste à Lyon en 1953, mais elle a fait interpeller un commerçant lyonnais innocent. Ce premier échec ne compromet pas l'avenir du portrait-robot, Émilien Paris ayant depuis amélioré la technique dont le précurseur est Roger Dambron,.
Selon certains journalistes, le traumatisme causé dans la région ne serait pas étranger à la dérive meurtrière de Marc Fasquel. Âgé de huit ans au moment des faits, ce natif de la Chaussée-Tirancourt s'est illustré trente ans plus tard par une série de viols et par deux assassinats, perpétrés avec la complicité de sa compagne Jocelyne Bourdin.
Cette affaire a inspiré le scénario du film "And Soon the Darkness" de Robert Fuest (1970), écrit par Terry Nation et Brian Clemens, film qui intègre également des éléments caractéristiques de la série télévisée "Chapeau melon et Bottes de Cuir", dont Terry Nation et Brian Clemens sont les principaux scénaristes.

## Articles de presse
- « La sûreté nationale recherche six jeunes anglais », Le Monde, 31 août 1955.
- « Avril - 137 jours de sursis », Détective, 23 janvier 1956.
- (en) Janet Flanner, « Letter from Paris », The New Yorker, 28 janvier 1956.
- « Robert Avril va répondre du meurtre de l'institutrice anglaise Janet Marshall », Le Monde, 2 mai 1958.
- « Travaux forcés à perpétuité pour Robert Avril », Le Monde, 9 mai 1958.
- « L'affaire Janet Marshall », Le Courrier picard, 27 novembre 2007.
- Nicolas Mézil, « Roger Dambron, le père du portrait-robot », Vosges Matin, 30 juillet 2013.
- Thierry Griois, « La Chaussée-Tirancourt Il y aura bientôt soixante ans, l'institutrice anglaise Janet Marshall était assassinée », Le Courrier picard, 7 mai 2015.
- « Meurtre de Janet Marshall : nouvelle sépulture pour les 60 ans de l'affaire », Le Courrier picard, 27 juin 2015.

## Documentaires télévisés
- « Affaire Marshall : la traque », le 11 décembre 2013, dans 50 ans de faits divers, sur 13e rue et sur Planète+ Justice.
- (en) Reconstruction of Janet Marshall Murder, British Pathé, 1956.

## Émission radiophonique
- « L'affaire Janet Marshall », dans L'heure du crime, les 8 juin 2012 et 19 juin 2015, présenté par Jacques Pradel sur RTL.
- « L'affaire Janet Marshall », dans Hondelatte raconte, le 4 juillet 2017, présenté par Christophe Hondelatte sur Europe 1.